# Indian (fiume Florida)
L'Indian  è un fiume degli Stati Uniti d'America che scorre in Florida per una lunghezza di 195 chilometri.